# Reggae team
Reggae team var ett av de första svenska reggaebanden. De var aktiva mellan 1979 och 1984. De sjöng genomgående texterna på svenska.

## Bandmedlemmar
- Thomas Gylling – trummor, timbaler, fundetrumma, tumpiano, bambu-uggla, plåtfat, sång och kör
- Gawe Gornitzka – bas, sång (Syndar, Ställ dig i kön, Idiot, Långt långt bort), kör
- Aniiqua Andreasson – slagverk, armerat järn, klockor i parti, skrammel, congas, rastatrummor, sång (Streetology, Vågar jag vågar du) och kör
- Con Athill – keyboard, sång (Reggae Rythm) och kör
- Mats Arrhénborg – elgitarr, svajamsfjädrar, sång (Vakna, Alarm) och kör

## Diskografi
- Reggae Team (1982)
  - Du måste vara stark
  - Mitt i natten
  - Skandal soca
  - Reggae rythm
  - Vakna
  - Syndar
  - Soldat ska
  - Livet leker sokouss
  - Streetology
  - Nådens år

- Jakten på baron Gruda (1983)
  - Två fingrar i kors
  - Ställ dig i kön
  - Vet du vad du lider av
  - Idiot
  - Långt långt bort
  - Vågar jag vågar du
  - Gå Gå
  - Alarm
  - Het katt